# Варава Георгій Микитович
Варава Георгій Микитович (нар. 4 липня 1928, Полтава, Україна) — лікар-стоматолог, доктор медичних наук (1985), професор (1987).

## Життєпис
Закінчив Харківський медичний стоматологічний інститут (1956). Працював лікарем та викладачем медичного училища у Херсоні; від 1961 — в Одеському медичному інституті: від 1969 — доцент, водночас 1964–68 — головний стоматолог Одеського облздороввідділу та головний лікар обласної стоматологічної поліклініки.
1973—1990 — директор, від 2003 — завідувач науково-організаційного відділу Інституту стоматології АМНУ (Одеса).
1990—2003 — головний науковий співробітник НДІ медицини транспорту в Одесі. Головний редактор збірки «Хирургическая и ортопедическая стоматология» (1978–82).
Ініціатор створення та головний розробник пристроїв для електрохірургічного лікування та фізіотерапії хвороб пародонту, спеціального лікування та гігієнічних засобів.

## Праці
- Научное наследие отечественных ученых детской, терапевтической и ортопедической стоматологии. Волгоград, 1987;
- Влияние нарушения иннервации на включение сульфата и фосфата в минерализованные ткани зубов и челюстных костей // Стоматология. 1988. Т. 67, № 5 (співавт.);
- Влияние электрофореза магния-сульфата и гальванизации на минерализацию зубов и костей // Там само. 1990. Т. 69, № 3 (співавт.);
- Наш опыт применения оссеоинтегрированных дентальных имплантантов системы «Импладент» // Соврем. стоматология. 1999. № 2(6) (співавт.);
- Основні показники стану стоматологічної стаціонарної допомоги населенню України у 2000–02 рр. // ВС. 2003. № 4 (співавт.).